# Jonathan Pryce
Jonathan Pryce CBE, nascut l'1 de juny de 1947, és un actor i cantant de teatre i cinema gal·lès. Després d'estudiar a la Royal Academy of Dramatic Art i de casar-se amb l'actriu Kate Fahy el 1974, començà la seva carrera com a actor als escenaris a la dècada de 1970. el seu treball al teatre, incloent un premi a millor actor pel personatge de Hamlet al Royal Court Theatre, el portà a diversos papers al cine i a la televisió. El seu paper principal a la pantalla va ser al film de culte Brazil, de Terry Gilliam (1985).
Lloat per la crítica per la seva versabilitat, Pryce ha actuat en produccions d'alt pressupost com Evita, El demà no mor mai, Pirates of the Caribbean i The New World, així com a projectes independents com Glengarry Glen Ross and Carrington. La seva carrera teatral també ha estat prolífica, guanyant dos Premis Olivier, el primer per Hamlet (1980) i el segon pel paper de The Engineer al musical Miss Saigon (1989); així com dos Premis Tony, el primer el 1977 pel seu debut a Broadway per Comedians, i el segon també pel paper de The Engineer al musical Miss Saigon (1991).

## Joventut
Pryce va néixer John Price a Holywell, Flintshire, Gal·les, Regne Unit, fill d'un miner de carbó. Va estudiar al Holywell Grammar School i, amb 16 anys, anà a l'acadèmia d'art per ser professor a l'Edge Hill College d'Ormskirk. En aquesta època modificà el seu nom de Price a Pryce. Mentre que estudiava va prendre part en una producció teatral a l'institut, i un amic impressionat l'envià a la Royal Academy of Dramatic Art. Pryce formà part d'una "nova onada" d'actors que va emergir de l'Acadèmia, entre els que també es troben Bruce Payne, Juliet Stevenson, Alan Rickman, Anton Lesser, Kenneth Branagh i Fiona Shaw..
Tot i trobar l'Acadèmia com "molt estirats" i que el seu tutor li va dir que mai no podria aspirar a fer res més que de dolent, es va graduar i va anar a actuar amb la Royal Shakespeare Company i la Nottingham Playhouse. Després s'uní al Everyman Theatre Liverpool Company, arribant a ser temporalment el director artístic. Mentre que treballava al Everyman Theatre va conèixer a l'actriu irlandesa Kate Fahy. Es van casar el 1974 i es van establir a Hampstead (Londres), on viuen amb els seus tres fills: Patrick (n.1983), Gabriel (n.1986) i Phoebe (n.1990). És en aquesta època quan, el 1972, va fer la seva primera aparició a la pantalla en un paper menor a una sèrie de ciència-ficció, anomenada Doomwatch, a l'episodi Fire & Brimstone. No va ser fins al 1976 en què va debutar al cinema, fent el paper de Joseph Manasse a la pel·lícula Voyage of the Damned, protagonitzada per Faye Dunaway. Paral·lelament seguí treballant a l'escena, apareixent entre 1978 i 1979 a les produccions de La feréstega domada com Petruchio i a Antoni i Cleopatra com Octavi Cèsar.

## Dècada de 1980
El 1980, la seva interpretació del paper protagonista a Hamlet al Royal Court Theatre li va fer guanyar el Premi Olivier, sent aclamat per alguns crítics com el Hamlet definitiu de la seva generació. Aquell mateix any també va aparèixer a la pel·lícula Breaking Glass, una pel·lícula en la que apareixen (de vegades en petits papers) diversos actors que aviat esdevindrien estrelles del cine i la televisió com Jim Broadbent, Richard Griffiths i Phil Daniels.
El 1983, Pryce interpretà un dels papers principals a la pel·lícula Something Wicked This Way Comes, basada en la novel·la del mateix títol de Ray Bradbury, en la que interpretava el paper del sinistre Mr. Dark. Després d'aparèixer principalment en pel·lícules per a la televisió, com a The Ploughman's Lunch o Martin Luther, Heretic, aconseguí un èxit aclaparant amb el seu paper de a la pel·lícula Brazil, de Terry Gilliam (1985). La pel·lícula, situada en un món similar al descrit a la novel·la d'Orwell 1984, va ser aclamada a Europa, guanyant dos premis BAFTA. A la versió nord-americana, Universal Pictures intentà tallar nombroses escenes per tal de reduir el metratge, i també es convertí en un èxit, guanyant tres premis de l'Associació de Crítics de Cinema de Los Angeles i dues nominacions als Oscar. Brazil esdevingué una pel·lícula de culte, i sovint encara figura a les llistes de millors pel·lícules, com a la relació de les 100 millors pel·lícules que va fer la revista Time el 2004. Després de Brazil, Pryce va aparèixer al thriller històric The Doctor and the Devils i a la comèdia de Gene Wilder Haunted Honeymoon. Durant aquest període, Pryce continuà treballant al teatre, sent particularment notable la seva interpretació de l'exitòs però dubitatiu escriptor Trigorin a la producció londinenca de La gavina d'Anton Txékhov a finals de 1985. Entre 1986 i 1987 interpretà el personatge de Macbeth a la producció de Macbeth de la Royal Shakespeare Company, amb Sinéad Cusack com Lady Macbeth.
El 1988, Pryce tornà a treballar amb Gillian a Les aventures del baró Munchausen (The Adventures of Baron Munchausen), interpretant "al Molt Honorable Horatio Jackson". La pel·lícula va ser un fracàs financer., amb una producció que superà els 40 milions de dòlars de cost, quan el pressupost original era de 23,5 milions Amb el temps, això no obstant, la pel·lícula també ha assolit la categoria de film de culte, i en un comentari a l'edició en DVD, Gillian diu que Munchausen és una de les pel·lícules que els seus fans citen com a favorites (juntament amb Monty Python and the Holy Grail, Brazil, Twelve Monkeys i Por i fàstic a Las Vegas). Durant 1989, Pryce va aparèixer a tres dels primers episodis de l'espectacle d'improvisació Whose Line Is It Anyway?, juntament amb Paul Merton i John Sessions. També aquell any tornà a interpretar a Txékhov, aquest cop com a L'oncle Vània al Vaudeville Theatre.

## Dècada de 1990
Després de diversos papers menors a la pantalla gran, com Glengarry Glen Ross i a L'edat de la innocència, de Scorsese, Pryce descobrí que volia fer teatre musical després de veure a la seva amiga Patti LuPone a la producció original de Londres de Les Misérables. Pryce tornaria amb èxit a l'escena creant al personatge de The Engineer, l'amo d'un bordell de Saigon al musical Miss Saigon. La seva actuació va ser lloada a Anglaterra, atorgant-li un segon Premi Olivier, aquest cop com a millor actor de musical, però quan la producció passà a Broadway, l'Associació d'Equitat d'Actors (AEA) no va permetre que Pryce interpretés el paper, ja que el fet que "un actor caucàsic interpretés a un asiàtic podria semblar una ofensa a la comunitat asiàtica. Cameron Mackintosh, el productor de l'espectacle, decidí cancel·lar la producció de Nova York (amb un pressupost de 10 milions de dòlars), ja que no permetia que s'ataqués la llibertat d'expressió artística. Adonant-se que aquesta decisió comportaria la pèrdua de llocs de feina, la AEA va fer un tracte amb Mackintosh, permetent que Pryce aparegués a la producció. El 1991, guanyà el Premi Tony per la seva actuació. El 1992, Pryce tornà als teatres de Londres per encapçalar juntament amb Elaine Paige el revival del musical Nine, inspirat en una pel·lícula de Federico Fellini.
El 1993, Pryce interpretà amb Kathy Burke i Minnie Driver la mini-sèrie de la BBC Mr. Wroe's Virgins. Aquell mateix any va ser nominat a un premi emi i a un Globus d'Or com a actor de repartiment pel seu paper de Henry Kravos a la sèrie de la HBO Barbarians at the Gate. També durant 1993 havia de protagonitzar la pel·lícula Dark Blood amb River Phoenix i Judy Davis; però la producció va caure amb la mort de Phoenix. Entre 1993 i 1994, protagonitzà una sèrie d'anuncis per a la televisió americana, principalment per l'Infiniti J30, anuncis que resultaren molt criticats i que serien parodiats per Mike Myers al Saturday Night Live el 1993. El 1994, Pryce interpretà a Fagin a un revival del musical Oliver!, i a l'any següent protagonitzaria amb Emma Thompson la pel·lícula Carrington, que se centra en la relació platònica entre l'escriptor homosexual Lytton Strachey i la pintora Dora Carrington. La seva interpretació li portaria el Premi al Millor Actor del Festival de Cinema de Canes de 1995.
A l'any següent, Pryce protagonitzaria amb Madonna i Antonio Banderas la seva primera pel·lícula musical, Evita. En aquesta adaptació del musical d'Andrew Lloyd Webber, Pryce interpretà al dictador argentí Juan Perón. La banda sonora de la pel·lícula va ser un èxit internacional. Està formada per més de 30 cançons cantades principalment per Madonna, Banderas i Pryce, entre les quals hi ha dos solos per a Pryce: "She Is A Diamond" i "On The Balcony Of The Casa Rosada". La seva interpretació rebé crítiques dispars. Després d'"Evita", Pryce s'afegiria a la llista dels enemics de James Bond en interpretar el magnat dels mitjans de comunicació Elliot Carver a la pel·lícula El demà no mor mai. Durant la resta de la dècada, Pryce explotaria la seva nova fama de villà, interpretant a un assassí a Ronin, a un cardenal corrupte a Stigmata o el Mestre a l'especial de Doctor Who, Doctor Who and the Curse of Fatal Death per al Comic Relief. El 1998, Pryce actuà a la gala Hey, Mr Producer! de Cameron Mackintosh com el Professor Henry Higgins de My Fair Lady, i tornà a reprendre el seu paper de The Engineer de Miss Saigon.

## Dècada de 2000
A inicis dels 2000 Pryce participà en diversos fracassos cinematogràfics, com El misteri del collaret (2001), What a Girl Wants, Unconditional Love i l'obra inacabada de Terry Gilliam The Man Who Killed Don Quixote. Tot i aquests fracassos cinematogràfics, la producció teatral del 2001 a Londres de My Fair Lady i la seva composició del Professor Henry Higgins va ser aclamada pels mitjans. Però aquesta producció va acabar sent molt estressant per a Pryce, ja que Martine McCutcheon, que interpretava a Eliza Doolittle, va estar malalta bona part de les funcions. McCutcheon va ser substituïda per la seva suplent Alexandra Jay, que també cauria malalta hores abans d'una actuació, fent que la seva suplent, Kerry Ellis hagués de fer el paper. Pryce estava molt disgustat, i la primera nit d'Ellis la presentà al públic abans de començar l'espectacle dient "Aquesta serà la seva primera Eliza. Bé, és la meva tercera aquesta setmana. Si algú al públic està interessat a interpretar a Eliza podrà trobar els formularis a la porta. Dimecres i Dissabte disponible per la matinee". Pryce acabà actuant amb quatre Elizas diferents durant els 14 mesos de funcions. Això no obstant, l'espectacle va ser nominat a quatre Premis Laurence Olivier el 2001: Millor Actriu de Musical per Martine McCutcheon, Producció Musical més Destacada, Millor Coreografia Teatral i Millor Actor per Pryce. Encara que Pryce va perdre davant Philip Quast, McCutcheon va guanyar a la seva categoria. Pryce expressà el seu interès per interpretar My Fair Lady a Nova York, però quan li preguntarien si ho voldria fer amb McCutcheon, afirmà que tinc tantes oportunitats de tenir una cita amb Julia Roberts com de fer My Fair Lady a Nova York amb Martine McCutcheon.
A l'abril del 2003, Pryce torna al teatre parlat amb A Reckoning, de Wesley Moore, co-protagonitzada per Flora Montgomery. Aquell mateix any també interpretaria un paper a Pirates del Carib: La maledicció del Perla Negra, on interpretava a Weatherby Swann, un fictici Governador de Jamaica, en el que va descriure com una d'aquestes pel·lícules de i per què no?. Després de Pirates, Pryce ha aparegut en diverses produccions com De-Lovely (la segona pel·lícula musical de Pryce), un biòpic de la vida de Cole Porter, interpretat per Kevin Kline, i en la que Pryce cantava la cançó "Blow, Gabriel, Blow", The Brothers Grimm, quart projecte amb Terry Gillian, i The New World, on tenia un breu paper com a Rei Jaume I. El 2005, Pryve tornà a ser nominat per a un nou Premi Olivier com a Millor Actor pel seu paper a la producció del 2004 a Londres de The Goat or Who is Sylvia?, en la que treballava amb la seva esposa Kate Fahy (que feia el paper de la seva esposa). La seva actuació va ser molt elogiada, però va perdre l'Oliver davant Richard Griffiths.

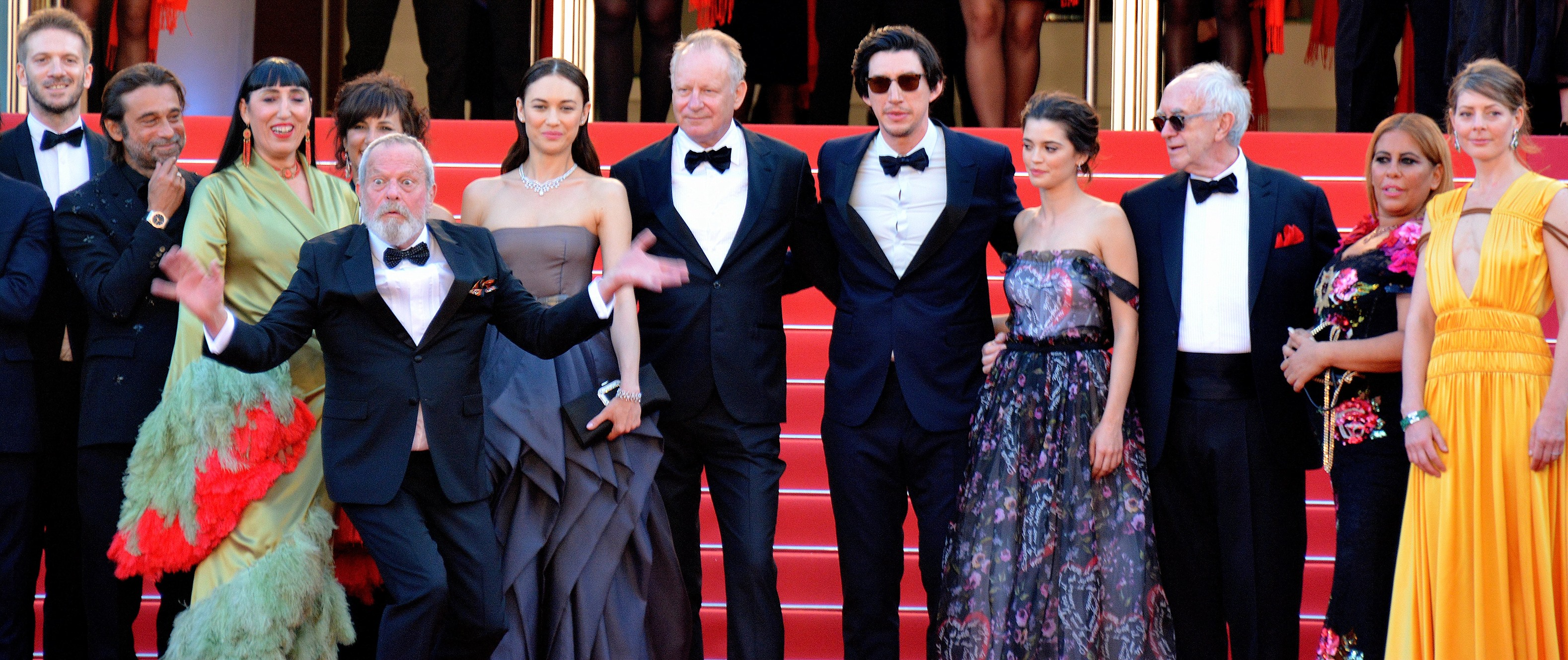
Repartiment de "L'Homme qui tua Don Quichotte" a Cannes

L'any següent doblà la cinta d'animació francesa Renaissance, ja que mai no havia fet res com això abans. Aquell mateix any tornà a reprendre el paper del Governador del Governador Swann a les seqüeles de Pirates del Carib: Pirates del Carib: El cofre de l'home mort i Pirates del Carib: Al fi del món. Ambdues van ser filmades alhora, però llançades amb un any de diferència. També, durant 2006, tornà a Broadway substituint a John Lithgow entre gener i juliol, com Lawrence Jameson a la versió musical de Dirty Rotten Scoundrels. Durant 2007 interpretà a Sherlock Holmes en una minisèrie de la BBC, Sherlock Holmes and the Baker Street Irregulars. Entre setembre del 2007 i fins al juny del 2008, tornà al West End a la nova producció de Glengarry Glen Ross.
Pryce va ser nomenat cavaller de l'Orde de l'Imperi Britànic (CBE) als Honors d'Aniversari de 2009

## Filmografia

### Cinema
| Any  | Títol                                                                  | Paper                     | Notes |
| ---- | ---------------------------------------------------------------------- | ------------------------- | --- |
| 1976 | El viatge dels maleïts (Voyage of the Damned)                          | Joseph Manasse            | |
| 1980 | Breaking Glass                                                         | Ken                       | |
| 1981 | Loophole                                                               | Taylor                    | |
| 1982 | Praying Mantis                                                         | Christian Magny           | |
| 1983 | Something Wicked This Way Comes                                        | Mr. Dark                  | Nominat – Premi Saturn al millor actor secundari                                                                                |
| 1983 | The Ploughman's Lunch                                                  | James Penfield            | |
| 1983 | Martin Luther, Heretic                                                 | Martin Luther             | |
| 1985 | Brazil                                                                 | Sam Lowry                 | |
| 1985 | The Doctor and the Devils                                              | Robert Fallon             | |
| 1986 | Haunted Honeymoon                                                      | Charles Abbot             | |
| 1986 | Jumpin' Jack Flash                                                     | Jack                      | |
| 1987 | Man on Fire                                                            | Michael                   | |
| 1988 | Consuming Passions                                                     | Mr Farris                 | |
| 1988 | Les aventures del baró Munchausen (The Adventures of Baron Munchausen) | Horatio Jackson           | |
| 1989 | The Rachel Papers                                                      | Norman                    | |
| 1992 | Èxit a qualsevol preu (Glengarry Glen Ross)                            | James Lingk               | Setmana Internacional de Cinema de Valladolid pel millor actor                                                                  |
| 1992 | Freddie, agent 07 (Freddie as F.R.O.79)                                | Trilby (Veu)              | |
| 1993 | Dark Blood                                                             | Harry                     | |
| 1993 | L'edat de la innocència (The Age of Innocence)                         | Rivière                   | |
| 1994 | Picardies de dona (A Business Affair)                                  | Alec Bolton               | |
| 1994 | A Troll in Central Park                                                | Alan (veu)                | |
| 1994 | Deadly Advice                                                          | Ted Philips               | |
| 1994 | Great Moments in Aviation                                              | Duncan Stewart            | |
| 1994 | Shopping                                                               | Conway                    | |
| 1995 | Carrington                                                             | Lytton Strachey           | Premi al millor actor (Festival de Cannes) Premi Evening Standard British Film al millor actor Nominada – BAFTA al millor actor |
| 1996 | Evita                                                                  | Coronel Juan Perón        | |
| 1997 | Regeneration / Behind the Lines                                        | William Rivers            | Nominada – premi Genie al Millor Actor Nominada– Premi British Independent Film per actuació millor actor britànic              |
| 1997 | El demà no mor mai (Tomorrow Never Dies)                               | Elliot Carver             | |
| 1998 | Ronin                                                                  | Seamus O'Rourke           | |
| 1999 | Estigmata                                                              | Cardenal Houseman         | Nominada – premi Blockbuster Enterteinment – Actor secundari de terror                                                          |
| 1999 | Deceit                                                                 | Mark                      | |
| 2001 | El misteri del collaret (The Affair of the Necklace)                   |                           | |
| 2001 | Cardenal Louis de Rohan                                                |                           | |
| 2001 | Bride of the Wind                                                      | Gustav Mahler             | |
| 2001 | Very Annie Mary                                                        | Jack Pugh                 | |
| 2002 | Unconditional Love                                                     | Victor Fox                | |
| 2003 | Pirates of the Caribbean: The Curse of the Black Pearl                 | Gov. Weatherby Swann      | |
| 2003 | Un somni per a ella (What a Girl Wants)                                | Alistair Payne            | |
| 2004 | De-Lovely                                                              | Gabriel                   | |
| 2005 | El secret dels germans Grimm (The Brothers Grimm)                      | General Vavarin Delatombe | |
| 2005 | El nou món (The New World)                                             | Rei James                 | |
| 2005 | Brothers of the Head                                                   | Henry Couling             | |
| 2006 | Pirates of the Caribbean: Dead Man's Chest                             | Gov. Weatherby Swann      | |
| 2006 | Renaissance                                                            | Paul Dellenbach (veu)     | |
| 2007 | Pirates of the Caribbean: At World's End                               | Gov. Weatherby Swann      | |
| 2008 | Leatherheads                                                           | CC Frazier                | |
| 2008 | Bedtime Stories                                                        | Marty Bronson             | |
| 2009 | Echelon Conspiracy                                                     | Mueller                   | |
| 2009 | G.I. Joe: The Rise of Cobra                                            | President EUA/Zartan      | |
| 2011 | Hysteria                                                               | Dr. Robert Dalrymple      | |
| 2013 | G.I. Joe: Retaliation                                                  | President EUA/Zartan      | |
| 2014 | Listen Up Philip                                                       | Ike Zimmerman             | |
| 2014 | The Salvation                                                          | Major Keane               | |
| 2015 | Woman in Gold                                                          | William Rehnquist         | |
| 2015 | Narcopolis                                                             | Yuri Sidorov              | |
| 2015 | Dough                                                                  | Nat                       | |
| 2016 | To Walk Invisible                                                      | Patrick Brontë            | |
| 2016 | The Ghost and the Whale                                                | Whale                     | |
| 2017 | The Man Who Invented Christmas                                         | John Dickens              | |
| 2017 | The Wife                                                               | Joe Castleman             | |
| 2018 | The Man Who Killed Don Quixote                                         | Don Quixot                | Post-producció |